# ۳-آمینو پیریدین-۲-کربوکسالدهید تیو سمی کاربازون
۳-آمینو پیریدین-۲-کربوکسالدهید تیو سمی کاربازون (به انگلیسی: 3-Aminopyridine-2-carboxaldehyde thiosemicarbazone) با فرمول شیمیایی C7H9N5S یک ترکیب شیمیایی با شناسه پاب‌کم 24848212 است. که جرم مولی آن ۱۹۵٫۲۵ گرم بر مول می‌باشد. 